# Литвиненко Владислав Володимирович
Владисла́в Володи́мирович Литвине́нко — старший солдат, розвідник ОЗСП «Азов» Національної гвардії України, учасник російсько-української війни, що героїчно загинув під час російського вторгнення в Україну в 2022 році.

## Життєпис
Народився 25 березня 1994 року на Донеччині.
Дитинство провів у м. Маріуполі, але згодом родина переїхала до м. Києва.
У дитинстві займався східними єдиноборствами, тайським боксом, плаванням, а потім шахами.
Учасник Революції гідності.
У січні 2015 року приєднався до добровольчого батальйону й воював у селищі Піски Донецької області. Згодом приєднався до «Азова» та брав участь у Павлопіль-Широкинській наступальній операції.
Здобув вищу освіту за фахом дизайнера інтер'єру. Закінчив вечірні курси малювання в м. Маріуполі.
Через участь у бойових діях мав контузії.
Останні роки захищав Батьківщину в складі групи розвідки спеціального призначення полку «Азов», проходив службу на посаді старшого водія — радіотелеграфіста групи розвідки спеціального призначення ОЗСП «Азов».
Загинув 23 березня 2022 року при виконанні бойових завдань у м. Маріуполі — під час вчиненого російськими окупантами артобстрілу позицій захисників.
Рідні довго не могли поховати тіло загиблого воїна, адже його не вдавалося вивезти з Маріуполя.
Віра Литвиненко, мама загиблого воїна казала:
|  | «Мій син майже 8 років в "Азові", вже хотів звільнятися. Два дні не дожив до свого 28-річчя. Загинув у березні. "Азов" – це його все доросле життя. Мріяв про перемогу, про вільну Україну, хотів після звільнення пожити мирним дорослим життям, працювати в Україні. З 20 років він на війні... Забрати тіло загиблого сина, каже, досі не можуть. Ми чекаємо. Обмін (тілами – прим.) іде, але поки нема. У більшості з нашої спільноти ще не вдалося поховати своїх дітей, чоловіків, доньок». |

## Нагороди
- орден «За мужність» III ступеня (2022, посмертно) — за особисту мужність і самовіддані дії, виявлені у захисті державного суверенітету та територіальної цілісності України, вірність військовій присязі, зразкове виконання службового обов'язку.

## Вшанування пам'яті
20 серпня 2022 року, за ініціативи матері загиблого Героя Віри Литвиненко, яка стала ініціатором і керівником проєкту зі вшанування подвигу «Азовців», та Вікторії Грицаєнко, дружини загиблого в м. Маріуполі Героя України Віталія Грицаєнка (позивний «Гоголь»), подвиг Владислава Литвиненка вшанували, розмістивши його портрет на вулицях міста Полтави.
Виставка « Полк Азов — Янголи Маріуполя» з портретом Героя за ініціативи його мами Віри Литвиненко також була відкрита у м. Києві на Софійській площі до дня Захисника України з 14 жовтня 2022. #АзовВоїниСвітла